# Governo Meloni
Il governo Meloni è il sessantottesimo esecutivo della Repubblica Italiana, il primo della XIX legislatura, in carica dal 22 ottobre 2022. È sostenuto dai partiti componenti la coalizione di centro-destra, risultata vincitrice alle elezioni del 2022.
È finora il quarto governo più longevo della storia della Repubblica Italiana e l'ottavo dall'unificazione, oltre che il primo nella storia d'Italia ad essere presieduto da una donna.

## Storia

### Formazione
Dopo le dimissioni del governo Draghi il 21 luglio 2022, il Presidente della Repubblica Sergio Mattarella ha sciolto le camere e indetto nuove elezioni per il successivo 25 settembre, a seguito delle quali la coalizione di destra ha ottenuto la maggioranza in entrambi i rami del Parlamento.

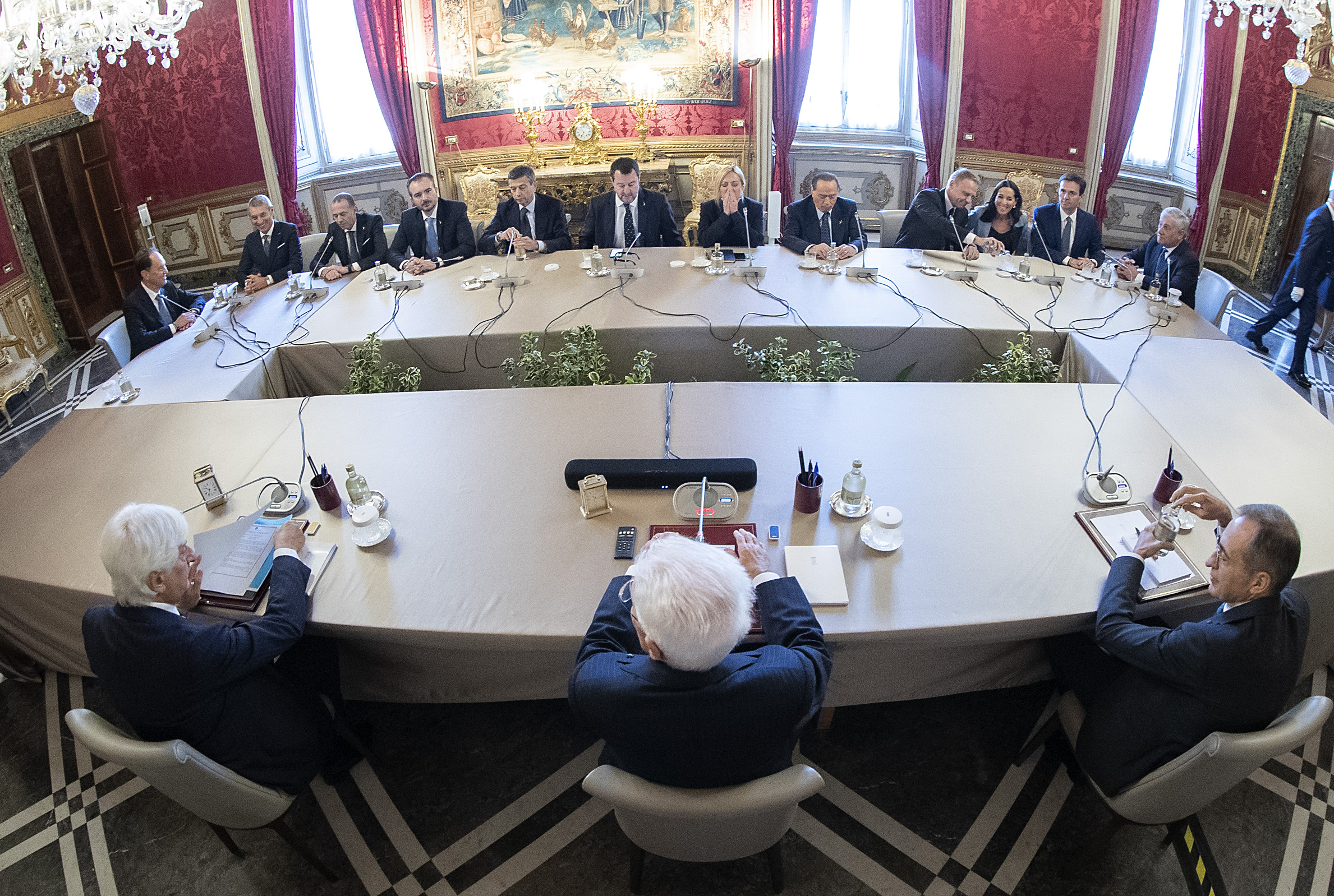
Il Presidente della Repubblica incontra i rappresentanti parlamentari dei partiti della coalizione di centro-destra durante le consultazioni del 2022

Il 21 ottobre al termine delle consultazioni, il Capo dello Stato ha conferito a Giorgia Meloni l'incarico di formare il Governo; Meloni ha accettato senza riserva, presentando contestualmente la lista dei ministri (come prima di lei fecero Giuseppe Pella nel 1953 e Silvio Berlusconi al suo quarto governo nel 2008).

### Giuramento

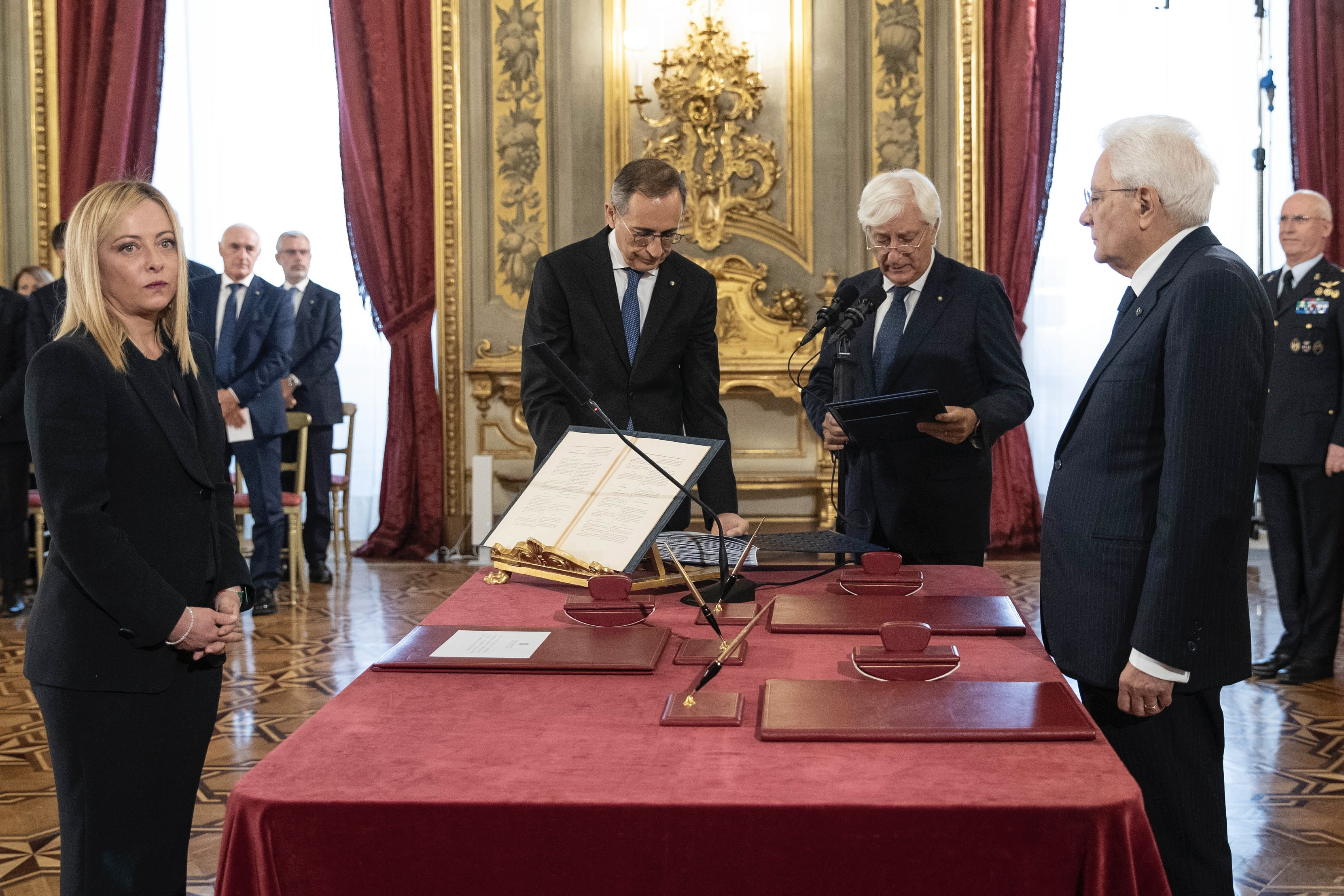
Giorgia Meloni presta giuramento nelle mani del Presidente della Repubblica

Il 22 ottobre, il Governo ha così prestato giuramento al Palazzo del Quirinale, entrando ufficialmente in carica.
La tradizionale cerimonia della campanella ed il passaggio di consegne a Palazzo Chigi si sono svolti il giorno successivo, domenica 23 ottobre; subito dopo quest’ultimi, il primo Consiglio dei ministri ha nominato il sottosegretario Alfredo Mantovano alla carica di segretario del consiglio medesimo ed i ministri Matteo Salvini e Antonio Tajani alla carica di vicepresidenti del Consiglio dei ministri, conferendo successivamente i rispettivi incarichi ai ministri senza portafoglio. Viene infine annunciato che l'uscente ministro della transizione ecologica, Roberto Cingolani, sarebbe stato consulente per l'energia del Governo.

### Mozioni di fiducia
La mozione di fiducia al Governo è stata approvata alla Camera dei Deputati, in data 25 ottobre 2022, con 235 voti favorevoli, 154 contrari e 5 astenuti.
Il giorno seguente, in data 26 ottobre 2022, il Governo ha altresì ottenuto la fiducia anche al Senato della Repubblica, con 115 voti favorevoli, 79 contrari e 5 astenuti.

### Organizzazione
Il 31 ottobre il Consiglio dei ministri ha deliberato la nomina di 39 sottosegretari di Stato (di cui 8 hanno ricevuto il titolo di viceministro dal rispettivo ministro di riferimento), i quali sono entrati in carica il 2 novembre. Tale evento ha così portato il governo a 65 componenti.
Il 4 novembre sono state riordinate le competenze dei ministeri: il Ministero dello sviluppo economico è divenuto "Ministero delle imprese e del made in Italy" e ha acquisito la competenza in materia di promozione e valorizzazione del made in Italy in Italia e nel mondo; il Ministero delle politiche agricole alimentari e forestali è divenuto "Ministero dell'agricoltura, della sovranità alimentare e delle foreste" e ha acquisito la competenza in materia di tutela della sovranità alimentare; il Ministero della transizione ecologica è stato rinominato "Ministero dell'ambiente e della sicurezza energetica" ed è divenuto competente in materia di sicurezza energetica; il Ministero delle infrastrutture e della mobilità sostenibili si è denominato "Ministero delle infrastrutture e dei trasporti"; infine, il Ministero dell'istruzione si è denominato "Ministero dell'istruzione e del merito" ed ha specificato le proprie funzioni spettantegli in materia di valorizzazione del merito.

## Compagine di governo
Il Governo è composto da esponenti di Fratelli d'Italia (di cui è espressione la Presidente del Consiglio dei Ministri), Lega per Salvini Premier e Forza Italia, con un sottosegretario espresso da Noi Moderati, mentre gode dell'appoggio esterno del Movimento Associativo Italiani all'Estero, dei restanti due partiti componenti l'alleanza Noi moderati (ovvero Coraggio Italia e Unione di Centro) e del Movimento Animalista (di cui fa parte la deputata Michela Vittoria Brambilla).
Il Consiglio dei ministri è composto complessivamente da 25 membri, di cui 6 donne, con un'età media di 60 anni, la quarta più alta della storia repubblicana.

### Appartenenza politica
L'appartenenza politica dei membri del Governo alla sua formazione era la seguente:
| Partito | Partito                  | Presidente | Ministri | Viceministri | Sottosegretari | Totale |
| ------- | ------------------------ | ---------- | -------- | ------------ | -------------- | ------ |
|         | Fratelli d'Italia        | 1          | 9        | 4            | 14             | 28     |
|         | Lega per Salvini Premier | -          | 5        | 2            | 9              | 16     |
|         | Forza Italia             | -          | 5        | 2            | 6              | 13     |
|         | Indipendenti             | -          | 5        | -            | 1              | 6      |
|         | Italia al Centro (NM)    | -          | -        | -            | 1              | 1      |
|         | Rinascimento (NM)        | -          | -        | -            | 1              | 1      |
| Totale  | Totale                   | 1          | 24       | 8            | 32             | 65     |

L'appartenenza politica dei membri del Governo attualmente è la seguente:
| Partito | Partito                  | Presidente | Ministri | Viceministri | Sottosegretari | Totale |
| ------- | ------------------------ | ---------- | -------- | ------------ | -------------- | ------ |
|         | Fratelli d'Italia        | 1          | 9        | 3            | 14             | 27     |
|         | Lega per Salvini Premier | -          | 5        | 2            | 9              | 16     |
|         | Forza Italia             | -          | 5        | 2            | 6              | 13     |
|         | Indipendenti             | -          | 5        | -            | 2              | 7      |
|         | Noi Moderati             | -          | -        | -            | 1              | 1      |
| Totale  | Totale                   | 1          | 24       | 7            | 32             | 64     |

### Provenienza geografica

Ripartizione dei membri del Consiglio dei ministri per regione di nascita

La provenienza geografica dei membri del Governo alla sua formazione si può così riassumere:
| Regione               | Presidente | Ministri | Viceministri | Sottosegretari | Totale |
| --------------------- | ---------- | -------- | ------------ | -------------- | ------ |
| Lazio                 | 1          | 5        | 2            | 4              | 12     |
| Lombardia             | -          | 5        | -            | 4              | 9      |
| Veneto                | -          | 3        | -            | 3              | 6      |
| Emilia-Romagna        | -          | 2        | 2            | 2              | 6      |
| Piemonte              | -          | 3        | -            | 2              | 5      |
| Campania              | -          | 1        | 1            | 2              | 4      |
| Puglia                | -          | 1        | 1            | 2              | 4      |
| Friuli-Venezia Giulia | -          | 1        | 1            | 1              | 3      |
| Liguria               | -          | 1        | 1            | 1              | 3      |
| Sicilia               | -          | 1        | -            | 2              | 3      |
| Toscana               | -          | -        | -            | 3              | 3      |
| Abruzzo               | -          | -        | -            | 2              | 2      |
| Calabria              | -          | -        | -            | 2              | 2      |
| Sardegna              | -          | 1        | -            | -              | 1      |
| Marche                | -          | -        | -            | 1              | 1      |
| Umbria                | -          | -        | -            | 1              | 1      |

### Situazione parlamentare
Questa tabella espone in raffronto la situazione parlamentare del governo al momento del conferimento della fiducia parlamentare, in base alle dichiarazioni di voto espresse dai gruppi parlamentari, con la situazione attuale.
| Camera                  | Collocazione | Gruppi parlamentari                                                          | Gruppi parlamentari                                                      | Seggi        | Seggi     |
| Camera                  | Collocazione | Insediamento                                                                 | Attuali                                                                  | Insediamento | Attuali   |
| ----------------------- | ------------ | ---------------------------------------------------------------------------- | ------------------------------------------------------------------------ | ------------ | --------- |
| Camera dei Deputati     | Maggioranza  | FdI (118), LSP (66), FI-BP-PPE (44), NM-MAIE (9), Misto (1)                  | FdI (116), Lega (65), FI-PPE (51), NM(N-C-U-I)M-CP (10), Misto (3)       | 238 / 400    | 245 / 400 |
| Camera dei Deputati     | Opposizione  | PD-IDP (69), M5S (52), A-IV-RE (22), AVS (12), Misto (9)                     | PD-IDP (70), M5S (49), A-PER-RE (10), AVS (10), IV-IC-RE (6), Misto (10) | 162 / 400    | 155 / 400 |
| Senato della Repubblica | Maggioranza  | FdI (63), LSP (29), FI-BP-PPE (18), Cd'I-NM-MAIE (6)                         | FdI (63), Lega (29), FI-PPE (20), Cd'I-UDC-NM (NcI, CI, IaC)-MAIE-CP (8) | 116 / 206    | 120 / 205 |
| Senato della Repubblica | Opposizione  | PD-IDP (38), M5S (28), A-IV-RE (11), Misto (7), Aut. (SVP-Patt, Cb, SCN) (6) | PD-IDP (36), M5S (26), IV-C-RE (8), Misto (8), Aut. (SVP-Patt, Cb) (7)   | 90 / 206     | 85 / 205  |

Il Governo gode dell'appoggio dei seguenti partiti politici (e rispettivi gruppi in Parlamento):
- Fratelli d'Italia[N 10]
- Lega per Salvini Premier[N 11]
- Forza Italia

Non rappresentati in Consiglio dei ministri:
- Italia al Centro[N 12][N 13]
- Rinascimento (non presente in Parlamento)[N 12]
- Noi con l'Italia (appoggio esterno)[N 12][N 13]
- Coraggio Italia (appoggio esterno)[N 12][N 13]
- Unione di Centro (appoggio esterno)[N 12][N 13]
- Movimento Associativo Italiani all'Estero (appoggio esterno)[N 13]
- Movimento Animalista (appoggio esterno)[N 14]

## Composizione
| Presidenza del Consiglio dei ministri             | Presidenza del Consiglio dei ministri | Presidenza del Consiglio dei ministri            | Presidenza del Consiglio dei ministri                   | Presidenza del Consiglio dei ministri | Presidenza del Consiglio dei ministri |
| Carica                                            | Titolare                              | Titolare                                         | Titolare                                                | Sottosegretari di Stato alla Presidenza del Consiglio | Sottosegretari di Stato alla Presidenza del Consiglio |
| ------------------------------------------------- | ------------------------------------- | ------------------------------------------------ | ------------------------------------------------------- | --- | --- |
| Presidente del Consiglio dei ministri             |                                       |                                                  | Giorgia Meloni (FdI)                                    | - Alfredo Mantovano (Ind.) Segretario del Consiglio dei ministri Autorità delegata per la sicurezza della Repubblica con delega alla cybersicurezza Delega alle politiche antidroga - Alessio Butti (FdI) Delega all'innovazione tecnologica - Giovanbattista Fazzolari (FdI) Delega all'attuazione del programma di governo - Alberto Barachini (FI) Delega all'informazione ed editoria - Alessandro Morelli (LSP) Delega al coordinamento della politica economica - Luigi Sbarra (Ind. di centro-destra) Delega al Sud (Dal 12/06/2025) | - Alfredo Mantovano (Ind.) Segretario del Consiglio dei ministri Autorità delegata per la sicurezza della Repubblica con delega alla cybersicurezza Delega alle politiche antidroga - Alessio Butti (FdI) Delega all'innovazione tecnologica - Giovanbattista Fazzolari (FdI) Delega all'attuazione del programma di governo - Alberto Barachini (FI) Delega all'informazione ed editoria - Alessandro Morelli (LSP) Delega al coordinamento della politica economica - Luigi Sbarra (Ind. di centro-destra) Delega al Sud (Dal 12/06/2025) |
| Vicepresidente del Consiglio dei ministri         |                                       |                                                  | Matteo Salvini (LSP)                                    | - Alfredo Mantovano (Ind.) Segretario del Consiglio dei ministri Autorità delegata per la sicurezza della Repubblica con delega alla cybersicurezza Delega alle politiche antidroga - Alessio Butti (FdI) Delega all'innovazione tecnologica - Giovanbattista Fazzolari (FdI) Delega all'attuazione del programma di governo - Alberto Barachini (FI) Delega all'informazione ed editoria - Alessandro Morelli (LSP) Delega al coordinamento della politica economica - Luigi Sbarra (Ind. di centro-destra) Delega al Sud (Dal 12/06/2025) | - Alfredo Mantovano (Ind.) Segretario del Consiglio dei ministri Autorità delegata per la sicurezza della Repubblica con delega alla cybersicurezza Delega alle politiche antidroga - Alessio Butti (FdI) Delega all'innovazione tecnologica - Giovanbattista Fazzolari (FdI) Delega all'attuazione del programma di governo - Alberto Barachini (FI) Delega all'informazione ed editoria - Alessandro Morelli (LSP) Delega al coordinamento della politica economica - Luigi Sbarra (Ind. di centro-destra) Delega al Sud (Dal 12/06/2025) |
| Vicepresidente del Consiglio dei ministri         |                                       | Antonio Tajani (FI)                              |                                                         | - Alfredo Mantovano (Ind.) Segretario del Consiglio dei ministri Autorità delegata per la sicurezza della Repubblica con delega alla cybersicurezza Delega alle politiche antidroga - Alessio Butti (FdI) Delega all'innovazione tecnologica - Giovanbattista Fazzolari (FdI) Delega all'attuazione del programma di governo - Alberto Barachini (FI) Delega all'informazione ed editoria - Alessandro Morelli (LSP) Delega al coordinamento della politica economica - Luigi Sbarra (Ind. di centro-destra) Delega al Sud (Dal 12/06/2025) | - Alfredo Mantovano (Ind.) Segretario del Consiglio dei ministri Autorità delegata per la sicurezza della Repubblica con delega alla cybersicurezza Delega alle politiche antidroga - Alessio Butti (FdI) Delega all'innovazione tecnologica - Giovanbattista Fazzolari (FdI) Delega all'attuazione del programma di governo - Alberto Barachini (FI) Delega all'informazione ed editoria - Alessandro Morelli (LSP) Delega al coordinamento della politica economica - Luigi Sbarra (Ind. di centro-destra) Delega al Sud (Dal 12/06/2025) |
| Ministri senza portafoglio                        | Ministri senza portafoglio            | Ministri senza portafoglio                       | Ministri senza portafoglio                              | Sottosegretari di Stato | Sottosegretari di Stato |
| Rapporti con il Parlamento                        |                                       |                                                  | Luca Ciriani (FdI)                                      | - Giuseppina Castiello (LSP) - Matilde Siracusano (FI) | - Giuseppina Castiello (LSP) - Matilde Siracusano (FI) |
| Pubblica amministrazione                          |                                       |                                                  | Paolo Zangrillo (FI)                                    | Carica non assegnata | Carica non assegnata |
| Affari regionali e autonomie                      |                                       |                                                  | Roberto Calderoli (LSP)                                 | Carica non assegnata | Carica non assegnata |
| Protezione civile e politiche del mare            |                                       |                                                  | Nello Musumeci (FdI)                                    | Carica non assegnata | Carica non assegnata |
| Affari europei, politiche di coesione e PNRR      |                                       |                                                  | Raffaele Fitto (FdI) Fino al 30/11/2024                 | Carica non assegnata | Carica non assegnata |
| Affari europei, politiche di coesione e PNRR      |                                       | Tommaso Foti (FdI) Dal 02/12/2024                |                                                         | Carica non assegnata | Carica non assegnata |
| Sport e giovani                                   |                                       |                                                  | Andrea Abodi (Ind.)                                     | Carica non assegnata | Carica non assegnata |
| Famiglia, natalità e pari opportunità             |                                       |                                                  | Eugenia Maria Roccella (FdI)                            | Carica non assegnata | Carica non assegnata |
| Disabilità                                        |                                       |                                                  | Alessandra Locatelli (LSP)                              | Carica non assegnata | Carica non assegnata |
| Riforme istituzionali e semplificazione normativa |                                       |                                                  | Maria Elisabetta Alberti Casellati (FI)                 | Carica non assegnata | Carica non assegnata |
| Ministeri                                         |                                       |                                                  |                                                         | | |
| Ministri                                          | Ministri                              | Ministri                                         | Ministri                                                | Viceministri | Sottosegretari di Stato |
| Affari esteri e cooperazione internazionale       |                                       |                                                  | Antonio Tajani (FI)                                     | - Edmondo Cirielli (FdI) | - Giorgio Silli (NM) - Maria Tripodi (FI) |
| Interno                                           |                                       |                                                  | Matteo Piantedosi (Ind. di destra)                      | Carica non assegnata | - Wanda Ferro (FdI) - Nicola Molteni (LSP) - Emanuele Prisco (FdI) |
| Giustizia                                         |                                       |                                                  | Carlo Nordio (FdI)                                      | - Francesco Paolo Sisto (FI) | - Andrea Delmastro Delle Vedove (FdI) - Andrea Ostellari (LSP) |
| Difesa                                            |                                       |                                                  | Guido Crosetto (FdI)                                    | Carica non assegnata | - Matteo Perego (FI) - Isabella Rauti (FdI) |
| Economia e finanze                                |                                       |                                                  | Giancarlo Giorgetti (LSP)                               | - Maurizio Leo (FdI) Delega alle finanze | - Lucia Albano (FdI) - Federico Freni (LSP) - Sandra Savino (FI) |
| Imprese e made in Italy                           |                                       |                                                  | Adolfo Urso (FdI)                                       | - Valentino Valentini (FI) | - Fausta Bergamotto (FdI) - Massimo Bitonci (LSP) |
| Agricoltura, sovranità alimentare e foreste       |                                       |                                                  | Francesco Lollobrigida (FdI)                            | Carica non assegnata | - Luigi D'Eramo (LSP) - Patrizio La Pietra (FdI) |
| Ambiente e sicurezza energetica                   |                                       |                                                  | Gilberto Pichetto Fratin (FI)                           | - Vannia Gava (LSP) | - Claudio Barbaro (FdI) |
| Infrastrutture e trasporti                        |                                       |                                                  | Matteo Salvini (LSP)                                    | - Galeazzo Bignami (FdI) Fino al 04/12/2024 - Edoardo Rixi (LSP) | - Tullio Ferrante (FI) - Antonio Iannone (FdI) Dal 31/03/2025 |
| Lavoro e politiche sociali                        |                                       |                                                  | Marina Elvira Calderone (Indipendente)                  | - Maria Teresa Bellucci (FdI) Delega alle politiche sociali | - Claudio Durigon (LSP) |
| Istruzione e merito                               |                                       |                                                  | Giuseppe Valditara (LSP)                                | Carica non assegnata | - Paola Frassinetti (FdI) |
| Università e ricerca                              |                                       |                                                  | Anna Maria Bernini (FI)                                 | Carica non assegnata | - Augusta Montaruli (FdI) Fino al 24/02/2023 |
| Cultura                                           |                                       |                                                  | Gennaro Sangiuliano (Ind. di destra) Fino al 06/09/2024 | Carica non assegnata | - Lucia Borgonzoni (LSP) - Gianmarco Mazzi (FdI) - Vittorio Sgarbi (RI-NM) Fino al 13/02/2024 |
| Cultura                                           |                                       | Alessandro Giuli (Ind. di destra) Dal 06/09/2024 |                                                         | Carica non assegnata | - Lucia Borgonzoni (LSP) - Gianmarco Mazzi (FdI) - Vittorio Sgarbi (RI-NM) Fino al 13/02/2024 |
| Salute                                            |                                       |                                                  | Orazio Schillaci (Indipendente)                         | Carica non assegnata | - Marcello Gemmato (FdI) |
| Turismo                                           |                                       |                                                  | Daniela Santanchè (FdI)                                 | Carica non assegnata | Carica non assegnata |

## Politiche e provvedimenti principali
Nel suo operato, secondo le ultime statistiche del giugno 2025, il governo ha posto 91 volte la questione di fiducia alla Camera dei Deputati, al Senato della Repubblica o ad entrambe le camere, che corrispondono all’incirca a 2,85 voti di fiducia di media al mese e un rapporto fiducie/leggi pari a circa 41% (222 leggi approvate), operando principalmente con decreti-legge (D.L.) e leggi ordinarie (L.), sebbene quest’ultime in alcuni casi siano derivate da una precedente legge delega parlamentare, prendendo così la forma di decreti legislativi (D. Lgs.).

### Ambiente ed Energia
- Decreto Siccità (D.L. 14 aprile 2023 n. 39, convertito con la L. 13 giugno 2023 n. 68 — Riferimento), con cui si attuano norme urgenti per prevenire e contrastare il fenomeno della siccità e per potenziare e adeguare le infrastrutture idriche al fine di evitare sprechi e dispersioni, disponendo l'istituzione di una cabina di regia e creando la figura di un Commissario straordinario nazionale per la scarsità idrica.

### Cittadinanza
- Decreto Cittadinanza (D.L. 28 marzo 2025 n. 36, convertito con la L. 23 maggio 2025, n. 74 — Riferimento), con cui si restringe l’ambito applicativo delle norme riguardanti la concessione iure sanguinis della Cittadinanza italiana in considerazione dell’esistenza di un “effettivo legame” con l’Italia.

### Economia, Coesione e PNRR
- Legge di bilancio 2023 (L. 29 dicembre 2022 n. 197 — Riferimento);
- Decreto sulla trasparenza del prezzo dei carburanti (D.L. 14 gennaio 2023 n. 5, convertito con la L. 10 marzo 2023 n. 23 — Riferimento), con cui si favorisce la trasparenza dei prezzi dei carburanti nelle stazioni di servizio tramite l'obbligo per le stazioni di servizio a uso civile di comunicare il prezzo di vendita praticato, esponendolo contemporaneamente a quello medio giornaliero nazionale, con sanzioni rafforzate per i non adempienti, ed il rafforzamento dei legami tra il Garante prezzi, l'Antitrust e la Guardia di Finanza, nonché l'istituzione di una "Commissione di allerta rapida" per la sorveglianza dei prezzi. Successivamente, il decreto è stato ulteriormente emendato con la previsione di utilizzare, in presenza di un aumento eventuale del prezzo del greggio e quindi del relativo incremento dell'IVA in un quadrimestre di riferimento, il maggiore introito incassato in termini di imposta dallo Stato per finanziare riduzioni del prezzo finale alla pompa (tale meccanismo è comunemente definito come "Accisa mobile");
- Decreto di limitazione dei crediti di imposta derivanti dagli incentivi fiscali (Superbonus 110%) (D.L. 16 febbraio 2023, n. 11, convertito con la L. 11 aprile 2023 n. 38 — Riferimento);
- Disposizioni urgenti per l’attuazione del Piano nazionale di ripresa e resilienza (PNRR) e del Piano nazionale degli investimenti complementari al PNRR (PNC) (D.L. 24 febbraio 2023 n. 13, convertito dalla L. 21 aprile 2023 n. 41 — Riferimento), con cui si rafforza e centralizza la governance del Piano e la capacità amministrativa delle Pubbliche amministrazioni incaricate di gestirlo;
- Legge delega di riforma e riordino del sistema fiscale (L. 9 agosto 2023, n. 111 — Riferimento);
- Decreto ZES unica nel Mezzogiorno (D.L. 19 settembre 2023, n. 124, convertito con la L. 13 novembre 2023 n. 162 — Riferimento), con cui si istituisce un'unica zona economica speciale (ZES) nel Mezzogiorno (con annesse disposizioni per agevolare la coesione economica e il rilancio dell'economia);
- Legge di bilancio 2024 (L. 30 dicembre 2023 n. 213 — Riferimento);
- Misure urgenti in materia di agevolazioni fiscali (Superbonus 110%) (D.L. 29 marzo 2024, n. 39, convertito con la L. 23 maggio 2024 n. 67 — Riferimento), con cui si limita ulteriormente il perimetro delle agevolazioni fiscali derivanti dall’applicazione del Superbonus 110%.
- Legge di bilancio 2025 (L. 30 dicembre 2024 n. 207 — Riferimento);

### Emergenze, attività militari e crisi
- Dichiarazione di uno stato di emergenza, stanziando fondi per gli interventi urgenti, a seguito dell'alluvione di Ischia del novembre 2022;
- Decreto di proroga degli aiuti militari all'Ucraina 2022 (D.L. 2 dicembre 2022 n. 185, convertito con la L. 27 gennaio 2023 n. 8 — Riferimento), con cui si proroga l'autorizzazione al governo ad inviare aiuti militari all'Ucraina fino al 31 dicembre 2023;
- Dichiarazione di uno stato di emergenza, annessa alla delibera di interventi urgenti a favore della popolazione e per fronteggiare l'emergenza con lo stanziamento di risorse e la nomina a commissario straordinario di Francesco Paolo Figliuolo, in seguito all'alluvione dell'Emilia-Romagna del maggio 2023;
- Decreto di proroga degli aiuti militari all'Ucraina 2023 (D.L. 21 dicembre 2023 n. 200, convertito con la L. 13 febbraio 2024 n. 12 — Riferimento), con cui si proroga l'autorizzazione al governo ad inviare aiuti militari all'Ucraina fino al 31 dicembre 2024;
- Decreto di proroga degli aiuti militari all'Ucraina 2024 (D.L. 27 dicembre 2024 n. 200, convertito con la L. 31 gennaio 2025 n. 7 — Riferimento), con cui si proroga l'autorizzazione al governo ad inviare aiuti militari all'Ucraina fino al 31 dicembre 2025;
- Decreto Emergenze (D.L. 31 dicembre 2024, n. 208, convertito con la L. 28 febbraio 2025 n. 20 Riferimento), con cui si dispongono misure organizzative urgenti per fronteggiare situazioni di particolare emergenza, predisponendo così la nomina di vari Commissari straordinari anche in funzione dell'attuazione del Piano nazionale di ripresa e resilienza (PNRR).

### Giustizia ed Ordine pubblico
- Decreto Rave (D.L. 31 ottobre 2022 n. 162, convertito con la L. 30 dicembre 2022 n. 199 — Riferimento), con cui si modificano le norme relative all'invasione di terreni o edifici, pubblici o privati, con la previsione della reclusione da 3 a 6 anni e della multa da 1 000 a 10 000 euro, se il fatto è commesso da più di 50 persone allo scopo di organizzare un raduno dal quale possa derivare un pericolo per l'ordine pubblico o la pubblica incolumità o la salute pubblica, prevedendo la confisca delle cose utilizzate per commettere il reato);
- Legge Roccella (L. 24 novembre 2023 n. 168 — Riferimento), con cui si rafforza la legislazione vigente in merito a femminicidio e violenza domestica, introducendo contestualmente ulteriori norme per salvaguardare le vittime di tali atti e velocizzare e affinare l'efficacia dei provvedimenti di protezione, recependo altresì le raccomandazioni ricevute da svariati organi consultivi;
- Decreto Caivano (D.L. 15 settembre 2023 n. 123, convertito con la L. 13 novembre 2023 n. 159 — Riferimento), con cui, in seguito a gravi eventi di violenza sessuale avvenuti nei giorni precedenti a Caivano, in Campania, si attuano misure volte a contrastare il disagio giovanile, la povertà educativa e la criminalità minorile, introducendo contestualmente ulteriori norme per favorire lo sviluppo economico e sociale delle zone disagiate e per ridefinire alcune misure giudiziarie per i minorenni, in previsione di specifici percorsi dissuasori e rieducativi;
- Legge Nordio (L. 9 agosto 2024 n. 114 — Riferimento), con cui si abolisce il reato di abuso d'ufficio e si ridisegnano le procedure di appello in primo grado avviate dai pubblici ministeri contro le assoluzioni, nonché l'utilizzo e la diffusione delle intercettazioni;
- Decreto Carceri (D.L. 4 luglio 2024 n. 92, convertito con la L. 8 agosto 2024, n. 112 — Riferimento), con cui si introducono importanti disposizioni in materia di ordinamento penitenziario, di giustizia e sicurezza. Rilevante, tuttavia, è altresì la modifica, durante il processo di approvazione in sede parlamentare, del reato di Indebita destinazione di denaro o cose mobili (informalmente Peculato per distrazione), attuata in sostituzione dell’abolito abuso d'ufficio insieme ad alcune rettifiche minori, al fine di permettere la promulgazione del precedente "Ddl Nordio", rimasto fino a quel momento sospeso per alcune perplessità della Presidenza della Repubblica.
- Decreto Aggressioni Sanitari (D.L. 1º ottobre 2024 n. 137, convertito con la L. 18 novembre 2024, n. 171 — Riferimento), con cui si introducono importanti disposizioni in materia di contrasto dei fenomeni di violenza nei confronti di professionisti sanitari, operatori socio-sanitari, operatori ausiliari e di assistenza e cura nell’esercizio delle loro funzioni e contro il danneggiamento dei beni destinati all’assistenza sanitaria.
- Decreto Sicurezza (D.L. 4 aprile 2025, n. 44, convertito con la L. 9 giugno 2025, n. 80 — Riferimento), con cui si introducono nuove norme in materia di pubblica sicurezza, tutela delle forze di polizia e delle vittime dell'usura e dei reati di tipo mafioso, valorizzazione della specificità del Comparto sicurezza, difesa e soccorso pubblico e di funzionalità dell'amministrazione civile dell'interno e riordino delle funzioni e dell'ordinamento della polizia locale, nonché nuove fattispecie di reato. Originariamente presentato come tre disegni di legge, è stato reso un provvedimento urgente unico in seguito allo stallo derivante dalle difficoltà di approvazione parlamentare e ad alcune perplessità della Presidenza della Repubblica.

### Immigrazione
- Decreto ONG (D.L. 2 gennaio 2023 n. 1, convertito con la L. 24 febbraio 2023 n. 15 — Riferimento), con cui si stabiliscono regole per le organizzazioni non governative e i relativi soccorsi in mare, obbligando queste ultime a provvedere senza ritardo a recarsi presso il primo porto assegnato nel territorio nazionale, qualunque esso sia, vietando inoltre i cosiddetti "salvataggi multipli" a meno che essi non avvengano durante la rotta per arrivare al porto assegnato senza quindi deviare dal percorso. Sono previste anche sanzioni da 10 000 a 50 000 euro per i trasgressori, così come il fermo amministrativo e la confisca delle imbarcazioni in caso di reiterazione;
- Decreto Cutro (D.L. 10 marzo 2023 n. 20, convertito con la L. 5 maggio 2023 n. 50 — Riferimento), con cui si sono rese più stringenti alcune disposizioni in merito all’operato delle ONG e degli scafisti a seguito del naufragio di Cutro del febbraio 2023;
- Decreto Migranti (D.L. 19 settembre 2023, n. 124, convertito con la L. 13 novembre 2023, n. 162 — Riferimento), con cui, in seguito ad una precaria situazione generatasi nel sistema di accoglienza e accentuatasi nei giorni precedenti sull'isola di Lampedusa, si dispongono una serie di norme per contrastare e gestire il problema. Nello specifico, viene emanata l'estensione a 18 mesi il limite massimo di permanenza nei "Centri per il rimpatrio" (C.p.r.) per gli stranieri non-richiedenti asilo e per coloro a cui sussistano esigenze burocratiche specifiche, e l'approvazione di un piano per la costruzione, da parte del Genio militare, di ulteriori C.p.r., da realizzare in zone scarsamente popolate e facilmente sorvegliabili;
- Ratifica del protocollo d'intesa con l'Albania in materia di gestione dei flussi migratori (L. 21 febbraio 2024 n. 14 — Riferimento).
- Decreto Caporalato (D.L. 11 ottobre 2024, n. 145, convertito con la L. 9 dicembre 2024, n. 187 - Riferimento), in materia di ingresso in Italia di lavoratori stranieri, di tutela e assistenza alle vittime di caporalato, di gestione dei flussi migratori e di protezione internazionale, nonché dei relativi procedimenti giurisdizionali (dove è altresì confluito un decreto-legge del 21 ottobre 2024 per definire ed aggiornare, con fonte di livello primario, i cosiddetti “paesi di origine sicuri”, prima definiti da un semplice decreto interministeriale, e le relative procedure di esame, tra cui, in seguito ad un’aggiunta in commissione parlamentare, il trasferimento di competenze in materia di convalida del fermo amministrativo del richiedente dalla sezione specializzata del Tribunale ordinario di Roma alla Corte d'appello in composizione monocratica);
- Decreto Albania (D.L. 28 marzo 2025, n. 37, convertito con la L. 23 maggio 2025, n. 75 — Riferimento) volto a rendere nuovamente operativi, per altre forme di fermo amministrativo, i centri di permanenza per il rimpatrio in Albania dopo alcune sentenze disapplicative della disciplina nazionale a causa del contrasto con il diritto europeo.

### Infrastrutture e Trasporti
- Decreto Ponte (D.L. 31 marzo 2023 n. 35, convertito con la L. 26 maggio 2023 n. 58 — Riferimento), con cui si riavviano le procedure per la costruzione del Ponte sullo stretto di Messina e la ricostituzione della liquidata Stretto di Messina S.p.A.;
- Riforma del Codice degli Appalti (D. Lgs. 31 marzo 2023 n. 36, in attuazione della L. Del. 21 giugno 2022 n. 78 — Riferimento);
- Decreto Salva-casa (D.L. 29 maggio 2024 n. 69, convertito con la L. 24 luglio 2024 n. 105 —Riferimento), con cui si attuano misure in materia di semplificazione edilizia e urbanistica, in ottica di recupero del patrimonio edilizio esistente e di riduzione del consumo di suolo;
- Riforma del Codice della Strada (L. 25 novembre 2024 n. 177 — Riferimento).

### Lavoro, Benessere sociale ed Industria
- Decreto Lavoro (D.L. 4 maggio 2023 n. 48, convertito con la L. 3 luglio 2023, n. 85 — Riferimento), con cui si attuano misure volte a ridurre il cuneo fiscale per i lavoratori dipendenti con redditi fino a 35 000 euro lordi annui, nuove norme per garantire una maggiore sicurezza sul lavoro e tutela contro gli infortuni, una modificata disciplina del contratto di lavoro a termine, rendendone più flessibile il ricorso da parte delle aziende, e, soprattutto, una nuova misura sostitutiva del Reddito di cittadinanza, determinante due diversi sussidi: l'"Assegno di inclusione" e lo "Strumento di attivazione", erogati a partire dal 2024;
- Legge sul Made in Italy (L. 27 dicembre 2023 n. 206 — Riferimento), con cui si attuano politiche per valorizzare, promuovere e tutelare il made in Italy, dal sostegno allo sviluppo delle produzioni nazionali d'eccellenza ed alla promozione della tutela e della conoscenza delle bellezze naturali, del patrimonio culturale e delle radici culturali nazionali, in Italia e all'estero, alla valorizzazione dei mestieri ed al sostegno dei giovani;
- Decreto Liste d’Attesa (D.L. 7 giugno 2024 n. 73, convertito con la L. 29 luglio 2024, n. 107 — Riferimento), con cui si attuano disposizioni in materia di riduzione dei tempi delle liste d’attesa e di garanzia delle prestazioni sanitarie.

### Politica europea
In ottica di politiche europee, nonostante alcuni iniziali scetticismi in sede comunitaria, il governo ha generalmente tenuto una posizione tendenzialmente cordiale con la Commissione europea, ottenendo una certa collaborazione in materia di:
- Immigrazione (con la revisione del Regolamento di Dublino[33] ed un nuovo Piano di Rimpatrio)[34];
- Revisione del PNRR[35];
- Revisione in senso di maggiore flessibilità del Patto di stabilità e crescita[36];
- Cessione di ITA Airways al Gruppo Lufthansa[37];

- Attuazione di varie politiche ambientaliste facenti parte del Green Deal europeo[38][39][40];
- Applicazione della Direttiva Bolkestein, principalmente in materia di concessioni balneari[41][42];
- Ratifica della riforma del Meccanismo europeo di stabilità (MES)[43];
- Negoziazioni sulla nuova Commissione europea emergente dalle elezioni europee del 2024[44], in cui il governo è riuscito ad ottenere una Vicepresidenza esecutiva per la figura di Raffaele Fitto.[45]

### Politica estera
Nei riguardi della politica estera, invece, il governo ha dovuto gestire circostanze come:
- La posizione italiana, dal 2022, sull'invasione russa dell'Ucraina, dove, nonostante qualche parere discordante,[46][47] ha adottato una linea netta in senso atlantista[48][49];
- La posizione italiana, dal 2023, sulla guerra Israele-Hamas, dove invece ha adottato una linea sì di supporto nei confronti di Israele, ma con aspetti mediazione, risultando favorevole ad un duraturo cessate il fuoco e alla Soluzione dei due Stati[50][51];
- La Presidenza italiana, nel 2024, del 50° vertice del G7, tenutosi dal 13 al 15 giugno a Fasano, in provincia di Brindisi e da cui la Premier è uscita particolarmente forte ed incisiva.[52]

Il governo è risultato tutto sommato in sintonia e accordo con gli Stati Uniti, in rapporti di dialogo e cordialità diplomatica con la Cina (nonostante il ritiro dell’Italia dal progetto della Nuova via della seta) ed in rinnovati rapporti con l’India ed il Sud del mondo, con un particolare occhio di riguardo all’Africa (in ottica del Piano Mattei e di un’apertura ad uno stabile multilateralismo nel quadro euro-atlantico).
Per questi motivi, dunque, la Presidente del Consiglio ha compiuto diversi viaggi istituzionali sin dal suo insediamento.

### Proroghe
- Decreto Milleproroghe 2022 (D.L. 29 dicembre 2022 n. 198, convertito con la L. 24 febbraio 2023 n. 14 — Riferimento);
- Decreto Milleproroghe 2023 (D.L. 30 dicembre 2023 n. 215, convertito con la L. 23 febbraio 2024 n. 18 — Riferimento).
- Decreto Milleproroghe 2024 (D.L. 27 dicembre 2024 n. 202, convertito con la L. 21 febbraio 2025 n. 15 — Riferimento).

### Riforme istituzionali
- Disposizioni per l’attuazione dell’autonomia differenziata delle Regioni a statuto ordinario (L. 26 giugno 2024 n. 86 — Riferimento), con cui si rende operativo il meccanismo necessario di eventuale devoluzione delle competenze concorrenti alle regioni richiedenti, secondo il disposto dell’Art. 117, §3 Cost. — Dichiarata in parte costituzionalmente illegittima con Sent. 192/2024 (Riferimento);
- Decreto Elezioni (D.L. 29 gennaio 2024 n. 7, convertito con la L. 25 marzo 2024, n. 38 — Riferimento), con cui, nel quadro delle incombenti elezioni amministrative, si determina la ridefinizione dei limiti di mandato per i sindaci, attuato tramite il suo abbattimento totale per i comuni con meno di 5 000 abitanti e un aumento a tre mandati consecutivi per i comuni da 5 000 a 15 000 abitanti). Si introduce, infine, in forma sperimentale per le elezioni europee del 2024, la possibilità di votare al di fuori del proprio domicilio per i cittadini fuori sede in quanto studenti universitari; misura in seguito riconfermata ed estesa a cittadini fuori sede per certificati motivi lavorativi, di studio o di cure mediche per almeno tre mesi in occasione dei referendum abrogativi dell’anno successivo).

### Esplicative
1. ↑  NcI, CI, UdC, IaC, Rin
2. ↑  Nel gruppo NM dal 2 marzo 2023; Precedentemente appoggiava il governo all'interno del Gruppo Misto.
3. 1 2 3 4 5 6  Uno dei quali è anche Vicepresidente del Consiglio.
4. 1 2  Membri del governo in rappresentanza dell'intera alleanza Noi moderati.
5. ↑  La deputata Michela Vittoria Brambilla (MA).
6. ↑  235 in occasione del voto di fiducia del 25 ottobre 2022; il Presidente della Camera dei deputati (Lorenzo Fontana) non ha votato, altri 2 deputati erano assenti.
7. ↑  154 in occasione del voto di fiducia del 25 ottobre 2022; 5 deputati si sono astenuti ed altri 3 erano assenti.
8. ↑  115 in occasione del voto di fiducia del 25 ottobre 2022; il Presidente del Senato della Repubblica (Ignazio La Russa) non ha votato.
9. ↑  79 in occasione del voto di fiducia del 26 ottobre 2022; 5 senatori si sono astenuti ed altri 6 erano assenti.
10. ↑  Di cui 3 senatori nel gruppo Civici d'Italia - Noi Moderati - MAIE.
11. ↑  Gruppo in comune con il Partito Sardo d'Azione al Senato.
12. 1 2 3 4 5  Parte dell'alleanza Noi moderati.
13. 1 2 3 4 5  All'interno del gruppo Civici d'Italia - Noi Moderati - MAIE al Senato e del gruppo Noi Moderati - MAIE alla Camera.
14. ↑  Rappresentato dalla deputata Michela Vittoria Brambilla.
15. 1 2  Deleghe conferite con DPCM del 12 novembre 2022.[17]
16. ↑  Nomina ratificata con D.P.R. del 12 giugno 2025.[18]
17. ↑  Dal 22 ottobre al 10 novembre 2022: ministro per le politiche del mare e il Sud.[19]
18. ↑  Dal 10 novembre 2022 al 2 dicembre 2024: ministro per gli affari europei, il Sud, le politiche di coesione e il PNRR.[19][20]
19. ↑  Dimissioni ratificate con D.P.R. del 30 novembre 2024.[21]
20. ↑  Nomina ratificata con D.P.R. del 2 dicembre 2024.[22]
21. ↑  Con delega agli anniversari di interesse nazionale, conferita con DPCM del 12 novembre 2022.[17]
22. ↑  Con delega alle politiche per l'infanzia e l'adolescenza, conferita con DPCM del 12 novembre 2022.[17]
23. ↑  Solo Riforme istituzionali fino al 10 novembre 2022.[19]
24. ↑  Con delega alle politiche spaziali e aerospaziali, conferita con DPCM del 21 novembre 2022.[23]
25. ↑  Dimissioni ratificate con D.P.R. del 4 dicembre 2024.[24]
26. ↑  Nomina ratificata con D.P.R. del 31 marzo 2025.[25]
27. ↑  Dimissioni ratificate con D.P.R. del 24 febbraio 2023.[26]
28. ↑  Sostituzione ratificata con D.P.R. del 6 settembre 2024.[27]
29. ↑  Dimissioni ratificate con D.P.R. del 13 febbraio 2024.[28]

### Bibliografiche
1. ↑   Meloni celebra la durata del governo: "Nella lista dei primi cinque governi più duraturi", in Rai News, 27 marzo 2025. URL consultato il 27 marzo 2025.
2. ↑   Meloni prima donna premier in Italia. Tante già ricoprono l'incarico nel mondo, su rainews.it, Rai News, 21 ottobre 2022. URL consultato il 21 ottobre 2022.
3. ↑   Il Presidente Mattarella ha ricevuto il Presidente del Consiglio Mario Draghi che ha reiterato le dimissioni del Governo, su Presidenza della Repubblica, 21 luglio 2022.
4. ↑   Il Presidente Mattarella ha firmato il decreto di scioglimento delle Camere, su Presidenza della Repubblica, 21 luglio 2022.
5. ↑   La destra avrà un’ampia maggioranza in parlamento, in Il Post, 26 settembre 2022.
6. ↑   Giorgia Meloni, incarico senza riserva. I precedenti: il Dc Giuseppe Pella nel 1953 e Silvio Berlusconi nel 2008, in Il Fatto Quotidiano, 21 ottobre 2022.
7. ↑   Francesca Galici, Meloni e i ministri hanno giurato: "Serviremo l'Italia, subito al lavoro", in Il Giornale, 22 ottobre 2022.
8. ↑   Redazione ANSA, Passaggio della campanella con Draghi, poi Meloni in Consiglio dei ministri: "Uniti per affrontare le emergenze, in ANSA, 23 ottobre 2022.
9. ↑   Cingolani consigliere a Palazzo Chigi, su ansa.it. URL consultato il 23 ottobre 2022.
10. ↑   Comunicato stampa del Consiglio dei Ministri n. 1 (PDF), su governo.it, 23 ottobre 2022. URL consultato il 23 ottobre 2022.
11. ↑   Francesca Galici, Meloni incassa la fiducia alla Camera: 235 sì per il nuovo governo, in Il Giornale, 25 ottobre 2022.
12. ↑   Il governo di Giorgia Meloni ha ottenuto la fiducia anche al Senato, in Il Post, 26 ottobre 2022.
13. ↑   Comunicato stampa del Consiglio dei Ministri n. 2, su www.governo.it, 31 ottobre 2022. URL consultato il 31 ottobre 2022.
14. ↑   Comunicato stampa del Consiglio dei Ministri n. 3, su www.governo.it, 4 novembre 2022. URL consultato il 4 novembre 2022.
15. ↑   I ministri del governo Meloni, in Openpolis, 25 ottobre 2022.
16. ↑   Un governo del nord e a maggioranza maschile: i numeri della squadra di Giorgia Meloni, in Domani, 21 ottobre 2022. URL consultato il 21 ottobre 2022.
17. 1 2 3   DPCM 12/11/2022, su Gazzetta Ufficiale.
18. ↑   D.P.R. 12/06/2025, su quirinale.it.
19. 1 2 3   Comunicato stampa del Consiglio dei Ministri n.4, su www.governo.it, 10 novembre 2022. URL consultato il 10 novembre 2022.
20. ↑   Comunicato stampa del Consiglio dei Ministri n. 106, su www.governo.it, 3 dicembre 2024. URL consultato il 3 dicembre 2024.
21. ↑   D.P.R. 30/11/2024, su quirinale.it.
22. ↑   D.P.R. 02/12/2024, su quirinale.it.
23. ↑   DPCM 21/11/2022, su Gazzetta Ufficiale.
24. ↑   D.P.R. 04/12/2024, su quirinale.it.
25. ↑   D.P.R. 31/03/2025, su quirinale.it.
26. ↑   D.P.R. 24/02/2023, su quirinale.it.
27. ↑   D.P.R. 06/09/2024, su quirinale.it.
28. ↑   D.P.R 13/02/2024, su quirinale.it.
29. ↑   La scarsa influenza del parlamento tra decreti legge e voti di fiducia, su openpolis.it, Pagella Politica, 18 giugno 2025. URL consultato il 18 giugno 2025.
30. ↑   ATTI NORMATIVI DELIBERATI DAL CONSIGLIO DEI MINISTRI DA SOTTOPORRE AL PARERE DELLE CAMERE - XIX LEGISLATURA (PDF), su rapportiparlamento.gov.it, Presidenza del Consiglio dei Ministri - Dipartimento per i Rapporti con il Parlamento, 30 giugno 2024. URL consultato il 31 maggio 2025.
31. ↑   La produzione normativa: cifre e caratteristiche (PDF), su camera.it, Camera dei Deputati, 13 giugno 2025. URL consultato il 13 giugno 2025.
32. ↑   Come verrebbe accolta Meloni in Europa?, Il Post, 18 settembre 2022. URL consultato il 18 settembre 2022.
33. ↑   Il governo ha ottenuto una piccola vittoria sulla riforma del regolamento di Dublino, Il Post, 4 ottobre 2023. URL consultato il 4 ottobre 2023.
34. ↑   Il piano della Commissione Europea per favorire i rimpatri di migranti irregolari, Il Post, 11 marzo 2025.
35. ↑   La Commissione Europea ha approvato le modifiche italiane al PNRR, Il Post, 24 novembre 2023. URL consultato il 24 novembre 2023.
36. ↑   C’è un accordo sulla riforma del Patto di stabilità, Il Post, 20 dicembre 2023. URL consultato il 20 dicembre 2023.
37. ↑   La Commissione Europea ha infine approvato la vendita di ITA Airways a Lufthansa, Il Post, 3 luglio 2024. URL consultato il 3 luglio 2024.
38. ↑   Perché l’Italia è contraria al divieto di vendita di auto a benzina e diesel dal 2035, Il Post, 1º marzo 2023. URL consultato il 1º marzo 2023.
39. ↑   La legge sull’ambiente che sta dividendo l’Unione Europea, Il Post, 27 marzo 2023. URL consultato il 27 marzo 2023.
40. ↑   La direttiva europea sulle “case green”, spiegata bene, Il Post, 15 aprile 2024. URL consultato il 15 aprile 2024.
41. ↑   Il nuovo tentativo del governo di aggirare le gare per le concessioni balneari, Il Post, 9 luglio 2023. URL consultato il 9 luglio 2023.
42. ↑   Governo approva riforma concessioni balneari: proroga concessioni a settembre 2027 | "Chiusa annosa questione con Bruxelles", TGCOM24, 4 settembre 2024. URL consultato il 4 settembre 2024.
43. ↑   La tattica di Meloni per ottenere di più in Europa non ha funzionato, Il Post, 23 dicembre 2023. URL consultato il 23 dicembre 2023.
44. ↑   In Europa Giorgia Meloni ha scelto di isolarsi, Il Post, 19 luglio 2024. URL consultato il 19 luglio 2024.
45. ↑   La nomina di Raffaele Fitto alla Commissione Europea è una vittoria per Giorgia Meloni?, Il Post, 18 settembre 2024. URL consultato il 18 settembre 2024.
46. ↑   Nella destra i rapporti con la Russia sono diventati un problema, Il Post, 29 luglio 2022. URL consultato il 29 luglio 2022.
47. ↑   Le posizioni di Berlusconi sull’Ucraina sono un pasticcio per la coalizione di destra, Il Post, 19 ottobre 2022. URL consultato il 19 ottobre 2022.
48. ↑   L’atlantismo di Giorgia Meloni è un fatto piuttosto recente, Il Post, 5 settembre 2022. URL consultato il 5 settembre 2022.
49. ↑   Giorgia Meloni ha parlato con Zelensky a Kiev, Il Post, 21 febbraio 2023. URL consultato il 21 febbraio 2023.
50. ↑   Come mai Meloni ha assecondato la mozione del PD sul cessate il fuoco a Gaza, Il Post, 14 febbraio 2024. URL consultato il 14 febbraio 2024.
51. ↑   Perché Giorgia Meloni non riesce a schierarsi in modo chiaro su Gaza, Il Post, 29 maggio 2025.
52. ↑   Per il resto del mondo è stato soprattutto il G7 di Giorgia Meloni, Il Post, 16 giugno 2024. URL consultato il 16 giugno 2024.
53. ↑   L’incontro tra Biden e Meloni è andato bene, nonostante tutto, Il Post, 28 luglio 2023. URL consultato il 28 luglio 2023.
54. ↑   L’incontro tra Trump e Meloni è stato soprattutto molto amichevole, Il Post, 17 aprile 2025. URL consultato il 17 aprile 2025.
55. ↑   Il senso del viaggio di Giorgia Meloni in Cina, Il Post, 28 luglio 2024. URL consultato il 28 luglio 2024.
56. ↑   Ferdinando Nelli Feroci e Leo Goretti, Il governo Meloni alla prova - Rapporto sulla politica estera italiana (PDF), in IAI, 2023. URL consultato il 2023.
57. ↑   Ferdinando Nelli Feroci e Leo Goretti, L’Italia nell’anno delle grandi elezioni - Rapporto sulla politica estera italiana (PDF), in IAI, 2024. URL consultato il 2024.
58. ↑   Amministrazione Trasparente — Spese per missioni e viaggi di servizio, su Governo Italiano — Presidenza del Consiglio dei Ministri. URL consultato l'8 agosto 2024.